# Порицькі

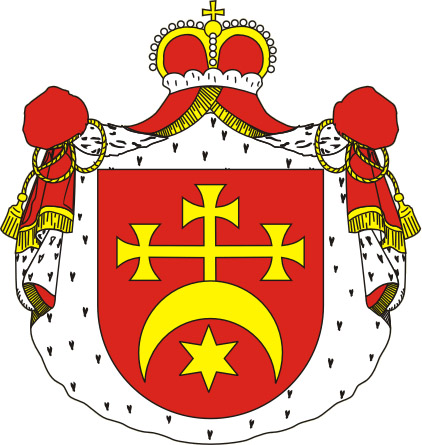
Родовий герб Порицьких — Корибут

Порицькі — руський (український) магнатський князівський рід початку 16 століття — першій половині 17 століття. Утворився унаслідок розгалуження роду Збаразьких, відповідно  Гедиміновичі або Рюриковичі.

## Історія
Веде своє походження від Федора Збаразького, молодшого сина Василя Васильовича Збаразького. Князь Федір, оженившись з представницею роду Віячковичів, отримав містечко Порицьку. Після цього став також зватися князем на Порицьку. Втім засновником роду Порицьких став його другий син Олександр, що звався спочатку князем Збаразьким-Порицьким, згодом лише Порицьким. Це відбулося у 1529 році, коли остаточний розподіл земель князя Федора Збаразького між його синами Олександром, Войной та Юрієм, утворивши княжі роди Порицьких, Воронецьких та Тристенських.
Головним місто володінь Олександра Збаразького-Порицького стало місто Порицьк. Надалі сини останнього намагалися піднести рід Порицьких, розширюючи свої володіння на Волині. Втім вимушені були знаходитися в тіні родів Збаразьких та Вишневецьких. Разом з тим, багато для піднесення роду зробили Михайло та Олександр Олександровичі Порицькі. Втім після смерті сина останнього у 1640 році чоловіча лінія Порицьких припинилася. Володіння перейшли до Ізабелли-Зофії Порицької, одруженої з Криштофом Конецпольським, або безпосередньо до її дочки Ангелії-Февронії Конецпольської.

## Представники роду
- Федір Збаразький (д/н-після 1514), князь на Порицьку
  - Юрій (д/н-після 1577), князь Воронецький
  - Євфросинія (д/н-після 1544), дружина князя Василя Кожанович-Велицького
  - Олександр (д/н-бл. 1560), князь Порицький
    - Януш (д/н-1570), князь Порицький, дружина: княгиня Ганна Сангушко-Коширська
    - Матвій (д/н-до 1566), дружина: Олена Залеська
    - Петро (д/н-після 1570)
    - Катерина (д/н-1585), дружина Ярофія Романовича Гостського
    - Олександр (д/н-1586), князь Порицький, дружина Ганна Баворовська (донька Вацлава Баворовського та Єлизавети Збаразької).
      - Януш (д/н-1615), дружина: Беата Лясота
      - Микола (д/н-1621), дружина: Ганна Підгорецька
      - Стефан (д/н-1640), останній представник чоловічої статі роду Порицьких, дружина: Катерина Єловицька
      - Олександр (д/н-1618), дружина: Ганна Горностай
        - Ізабелла-Софія (д/н-після 1637), остання представниця роду, чоловік: Кшиштоф Конецпольський

      - Барбара (д/н-після 1625), чоловік: князь Андрій Козека
      - Олена (д/н), передостання представниця роду, чоловік з роду Загоровських

    - Михайло (д/н-до 1566), князь Порицький і Вишегродський
    - Варвара (д/н-1598), чоловік: 1) Ян Монтовт; 2) Олександр Семашко, брацлавський каштелян, староста луцький
    - Катерина (д/н-1585), чоловік: Єрофій Гойський.

  - Софія (д/н-після 1529), дружина Ляховського
  - Война (д/н-1565), князь Тристенський